# 吕寨镇
吕寨镇，是中华人民共和国安徽省阜阳市临泉县下辖的一个乡镇级行政单位。

## 行政区划
吕寨镇下辖以下地区：
吕寨村、任庄村、陈小寨村、陈楼村、李老村、周大村、五岳村、杨庄村、高堰村、谷河村和夏庄村。